# 瓦特·海茲
瓦特·海茲（德語：Walter Heitz，1899年1月14日—1970年1月30日）是德國陸軍軍人，曾任帝國軍事法庭所長。最終階級是大将。第二次世界大戰中，在史達林格勒戰役被蘇聯軍俘虜。1944年，病逝於莫斯科的收容所。